# Јанеби
Јанеби (њем. Janneby) општина је у њемачкој савезној држави Шлезвиг-Холштајн. Једно је од 134 општинска средишта округа Шлезвиг-Фленсбург. Према процјени из 2010. у општини је живјело 445 становника. Посједује регионалну шифру (AGS) 1059128.

## Географски и демографски подаци
Јанеби се налази у савезној држави Шлезвиг-Холштајн у округу Шлезвиг-Фленсбург. Општина се налази на надморској висини од 17 метара. Површина општине износи 14,5 km². У самом мјесту је, према процјени из 2010. године, живјело 445 становника. Просјечна густина становништва износи 31 становника/km².